# Benedikt Ásgeirsson
Benedikt Ásgeirsson es un diplomático de Islandia.
- Del 3 de mayo de 1995 al 16 de julio de 1999 fue embajador en Londres.
- Del 13 de septiembre de 1995 al 8 de marzo de 2000 fue embajador en La Haya.
- Del 5 de julio de 1995 al 2 de febrero de 2000 fue embajador en Dublín.
- Del 5 de febrero de 1997 al 11 de febrero de 2000 fue embajador en Nueva Delhi.
- Del 20 de marzo de 1997 al 5 de marzo de 2001 fue embajador en Atenas.
- Del 11 de febrero de 2004 al 9 de julio de 2007 fue embajador en Maputo (Mozambique).
- Del 20 de abril de 2004 al 24 de noviembre de 2006 fue embajador en Pretoria.
- Del 11 de agosto de 2004 al 21 de noviembre de 2007 fue embajador en Windhoek (Namibia).
- Del 16 de noviembre de 2006 al 7 de diciembre de 2011 fue embajador en Moscú

- Desde 16 de marzo de 2004 es embajador en Lilongüe (Malaui).
- Desde 12 de mayo de 2005 es embajador en Kampala (Uganda).
- Desde 30 de octubre de 2007 es embajador en Chisináu (Moldavia).
- Desde 6 de marzo de 2007 es embajador en Baku (Azerbaiyán).
- Desde 19 de noviembre de 2007 es embajador en Asjabad (Turkmenistán).
- Desde 24 de abril de 2008 es embajador en Tiflis (Georgia).
- Desde 17 de junio de 2008 es embajador en Astaná (Kazajistán).
- Desde 24 de mayo de 2012 es embajador en Tel Aviv (Israel).[1]